# Maksymilian Blassberg
Maksymilian Mordche Blassberg (ur. 28 kwietnia 1875 we Lwowie, zm. 1945) – doktor medycyny, internista, diabetolog, praktykował i mieszkał w Krakowie. Prezes Ogólnoświatowego Związku Lekarzy Esperantystów TEKA „Tutmonda Esperantista Kuracista Asocio” i prezes Zjazdu Esperantystów w Gdańsku. Autor ponad 60 medycznych publikacji w języku polskim, niemieckim i w esperanto, oraz artykułów w przedwojennych wydawnictwach esperanckich Kuracisto, Internacia Medicina Revuo, Esperanto i Literatura Mondo.
Pracował w Krakowskiej Miejskiej Kolei Elektrycznej, podczas I Wojny Światowej kierował Szpitalem Legionów Polskich nr 2 w Krakowie, którego personel stanowili ochotnicy. Pracował w Szpitalu Wyznaniowym gminy żydowskiej w Krakowie oraz podczas II wojny światowej w getcie krakowskim, gdzie zwoływał posiedzenia naukowe do oceny trudnych przypadków, aż do likwidacji getta.